# Sci nautico agli XI Giochi sudamericani
Le competizioni di sci nautico agli XI Giochi sudamericani si sono svolte dal 31 maggio al 1 giugno. Erano in programma dieci gare, cinque maschili e cinque femminili.

## Podi
| Evento               | Oro                     | Argento                 | Bronzo            |
| Figure               |                         |                         |                   |
| Maschile (dettagli)  | Felipe Miranda          | Ignacio Giorgis         | Tobías Giorgis    |
| Femminile (dettagli) | Daniela Verswyvel       | María Alejandra de Osma | Violeta Mociulsky |
| Slalom               |                         |                         |                   |
| Maschile (dettagli)  | Santiago Correa         | Diego Chicharro         | Martín Malarczuk  |
| Femminile (dettagli) | María Alejandra de Osma | Valentina González      | Paloma Giordano   |
| Salto                |                         |                         |                   |
| Maschile (dettagli)  | Rodrigo Miranda         | Felipe Miranda          | Rafael de Osma    |
| Femminile (dettagli) | Valentina González      | María Alejandra de Osma | Andrea Tejada     |
| Overall              |                         |                         |                   |
| Maschile (dettagli)  | Felipe Miranda          | Rodrigo Miranda         | Roberto Linares   |
| Femminile (dettagli) | Valentina González      | Daniela Verswyvel       | Terhi Gisler      |
| Wakeboard            |                         |                         |                   |
| Maschile (dettagli)  | Ulf Ditsch              | Jorge Rocha             | Kai Ditsch        |
| Femminile (dettagli) | Eugenia de Armas        | María Victoria de Armas | María José Vélez  |

## Medagliere
| Posizione | Paese     |    |    |    | Totale |
| --------- | --------- | -- | -- | -- | ------ |
| 1         | Cile      | 5  | 4  | 0  | 9      |
| 2         | Argentina | 2  | 2  | 6  | 10     |
| 3         | Colombia  | 2  | 2  | 2  | 6      |
| 4         | Perù      | 1  | 2  | 2  | 5      |
| Totale    | Totale    | 10 | 10 | 10 | 30     |